# アラン・メルヴィン

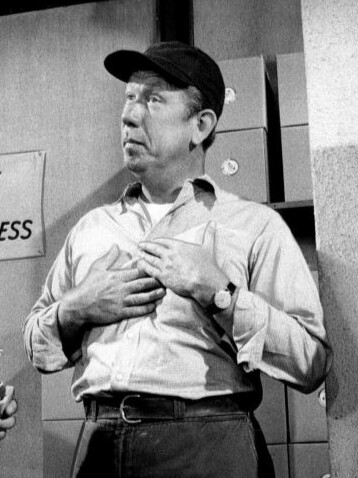

アラン・メルヴィン(Allan John Melvin 1923年2月18日 - 2008年1月17日)は、アメリカ合衆国の性格俳優。『The Phil Silvers Show 』のヘンショウ伍長役、『ゆかいなブレディー家』のアリスのボーイフレンドである肉屋のサム・フランクリン役、『オール・イン・ザ・ファミリー』と『Archie Bunker's Place 』のアーチー・バンカーの友人であるバーニー・ヘフナー役など多くのテレビ番組に出演。

## 経歴
ミズーリ州カンザスシティで父リチャードと母マリーの息子として生まれ、ニューヨークで祖父フランクと祖母ヘレン(旧姓キャンベル)に育てられ、コロンビア大学に進学。卒業後アメリカ海軍に属し、1944年3月ニューヨークでアマリア・フォースティナ・セステロと結婚。
NBCラジオの音響として勤務している期間中、ナイトクラブに出演しアーサー・ゴドフリーのラジオのタレント・スカウト番組で優勝。ブロードウェイの『第十七捕虜収容所』に出演中、人気テレビ番組『The Phil Silvers Show 』のスティーヴ・ヘンショウ伍長役で出演。この時代のテレビ・ファンにはビルコ軍曹の腹心であるヘンショウとして良く記憶されている。妻アマリアによると彼はこの番組の仲間との撮影がとてもうまくいき、リラックスできて作品としても一番気に入っていたそうである。
『The Phil Silvers Show 』出演中、少々騒々しく時々不快でありながら親しみのある脇役の役柄で他の作品にしばしば出演していた。また演技の幅が広く「タフ・ガイ」の役にも熟練しており、『The Phil Silvers Show 』でハンフリー・ボガートの物まねとみられる演技で出演したこともある。
1960年代、CBSでシェルドン・レナードやアーロン・ルーベンと共に作品を作るようになる。『マイペース二等兵』の4シーズン分でヴィンス・カーター軍曹のライバルであるチャーリー・ハッカー軍曹を演じた。また『The Dick Van Dyke Show 』には8回出演。『ゴリラのゴンちゃん』のゴリラのゴンちゃん役、『The Banana Splits 』のライオンのドルーパー役、『虹をつかむネコ』のずる賢い悪役タイロン役、『ポパイ』のブルート役などアニメの声の出演も行なった。また『メイベリー110番』では毎回違う役で8回ゲスト出演し、そのほとんどが悪役であった。
1970年代の人気シットコム2作品に出演したことで良く知られている。『ゆかいなブレディー家』のアリス・ネルソン(ブレディの家政婦)のボーイフレンドである地元の肉屋のオーナーのサム・フランクリン役、『オール・イン・ザ・ファミリー』のアーチー・バンカーの近所の友人であるバーニー・ヘフナー役である。『Alice 』でメルズ・ダイナーの常連客役、アル・メルヴィン名義で声優など1970年代のポップカルチャーに貢献。テレビ番組『H.R. Pufnstuf 』でいくつかの役、『The New Adventures of Flash Gordon 』でホーク・メンのヴァルタン王役などで声の出演をしている。
ケロッグのシュガー・フロスト・フレーク、レミントンの電動剃刀など様々な商品のテレビ・コマーシャルに出演。後年のコマーシャルではフランク・ローサーの歌『I Believe in You 』を替え歌で歌った。また『配管工アル』として15年間排水口洗剤のコマーシャルに出演していた。
1980年代初頭、『オール・イン・ザ・ファミリー』の続編『Archie Bunker's Place 』でバーニー・ヘフナー役でさらに重要な役どころとなりレギュラー出演。1983年にこの番組は終わるとアニメの声優に専念するようになった。
2008年1月17日、癌により84歳で死去。

## 主な出演作品

### 舞台
- 1951年～1952年、第十七捕虜収容所 Stalag 17

### テレビ及び映画
- 1955年～1959年、The Phil Silvers Show
- 1961年、ルート66 Route 66
- 1963年、ドクター・キルデア Dr. Kildare
- 1964年、ダニー・トーマス・ショー  Make Room for Daddy
- 1964年、ベン・ケーシー Ben Casey
- 1965年、スラッタリー物語 Slattery's People
- 1965年、ゴリラのゴンちゃん The Magilla Gorilla Show
- 1965年、秘密探偵クルクル Secret Squirrel
- 1964年～1966年、ブラボー火星人 My Favorite Martian
- 1963年～1966年、弁護士ペリーメイスン Perry Mason
- 1963年～1966年、原始家族フリントストーン The Flintstones
- 1965年、Alice
- 1961年～1966年、The Dick Van Dyke Show
- 1966年、逃げろや逃げろ Run, Buddy, Run
- 1966年、宇宙家族ロビンソン en:Lost in SpaceLost in Space
- 1962年から1967年、メイベリー110番 The Andy Griffith Show
- 1968年、ガリバーと小人たち The Adventures of Gulliver
- 1969年、The Banana Splits
- 1965年～1969年、マイペース二等兵 Gomer Pyle, U.S.M.C.
- 1969年、モッズ特捜隊 The Mod Squad
- 1970年、農園天国 Green Acres
- 1970年、怪獣島の大冒険 Pufnstuf
- 1970年、Mayberry R.F.D.
- 1969年～1971年、恋愛専科 Love, American Style
- 1972年～1973年、おやじ天国 Wait Till Your Father Gets Home
- 1969年～1974年、ゆかいなブレディー家 The Brady Bunch
- 1974年、ほえよ!0011 Hong Kong Phooey
- 1975年、燃えよ! カンフー Kung Fu
- 1975年、虹をつかむネコ The Secret Lives of Waldo Kitty
- 1977年、いたずら動物天国 C B Bears
- 1978年～1982年、ポパイ The All-New Popeye Hour
- 1971年～1979年、オール・イン・ザ・ファミリー All in the Family
- 1979年、フラッシュ・ゴードン The New Adventures of Flash Gordon
- 1981年、スマーフ The Smurfs
- 1981年、スパイダーマン&アメイジング・フレンズ Spider-Man and His Amazing Friends
- 1979年～1983年、Archie Bunker's Place
- 1984年、マシンロボ Challenge of the GoBots
- 1985年、宇宙家族ジェットソン The Jetsons
- 1987年、ポパイ&サン Popeye and Son
- 1987年、わんぱくダック夢冒険 DuckTales
- 1988年、ガミー・ベアの冒険 Disney's Adventures of the Gummi Bears
- 1990年、テイルスピン TaleSpin